# Кръгът на Доусън
„Кръгът на Доусън“ (на английски: Dawson's Creek) е американски телевизионен сериал с премиера на 20 януари 1998 година. Действието се развива в Масачузетс и проследява живота на четирима приятели в продължение на 10 години - от 15 до 25-годишна възраст, практически техните гимназиални и студентски години. Има много автобиографични елементи от живота на автора – Кевин Уилямсън. Сериалът е сниман на различни места в Северна Каролина. Кейти Холмс е единствената, която участва във всичките 128 епизода. Джеймс Ван Дер Бийк и Джошуа Джаксън играят ролите на най-добри приятели. Сериалът е показван в много страни по света.

## „Кръгът на Доусън“ в България
В България сериалът е излъчен за пръв път по Нова телевизия. Ролите се озвучават от артистите Силвия Русинова, Даниела Йорданова, Иван Танев, Николай Николов и Светозар Кокаланов.
По-късно е повторен по Super7 и дублажът е записан наново с различен състав. Преводът е на Даня Доганова.